# Président de la Polynésie française
Le président de la Polynésie française est le chef du gouvernement de la Polynésie française, dont il représente et conduit la politique.
Ses attributions sont régies par la section 1 du chapitre Ier, titre IV de la loi organique n° 2004-192 modifiée, du 27 février 2004, relatif au statut d'autonomie de cette collectivité d'outre-mer de la République française. Il est élu par la majorité de l'Assemblée de la Polynésie française, à la suite du renouvellement de cette dernière ou à la suite du vote d’une motion de défiance ou de renvoi. Pour remédier à cette instabilité chronique, la loi organique no 2011-918 du 1er août 2011 instaurée dans le but d'assurer une stabilité institutionnelle, définit une prime majoritaire accordée à la liste arrivée en tête. Dans le cas d'un renvoi, d'un empêchement, d'une démission ou d'un décès, le vice-président de la Polynésie française lui succède en assurant l'intérim jusqu'à l'élection d'un nouveau président. 
L'actuel président de la Polynésie française, lors de la 18e législature polynésienne, est Moetai Brotherson. Il exerce la fonction depuis le 12 mai 2023.

## Statut
Le président de la Polynésie française perçoit une indemnité mensuelle. Le montant de cette indemnité mensuelle est plafonné au traitement correspondant à l’indice 760 de la fonction publique de la Polynésie française. Cette indemnité mensuelle doit respecter les règles de cumul avec d’autres indemnités ou rémunérations publiques. Il bénéficie, en outre, d’une indemnité annuelle pour frais de représentation et du remboursement des frais de transport et de mission. Il a également le droit à une voiture de fonction  avec chauffeur. Ne disposant pas d'avion personnel, il voyage néanmoins en première classe lorsqu'il se déplace à l'extérieur de la Polynésie française, dans un vol commercial habituel.
Aussi, le président de la Polynésie doit déposer une déclaration de situation patrimoniale, en application de la législation relative à la transparence financière de la vie politique. La Polynésie française est civilement responsable des accidents subis par le Président.

## Cabinet de la présidence
Le président de la Polynésie française, comme les membres du gouvernement, dispose d'un cabinet composé ainsi :
- un directeur de cabinet  ;
- un directeur de cabinet adjoint  ;
- un chef de cabinet ;
- des conseillers spéciaux ou techniques ;
- des chargés de mission.

Certains conseillers peuvent d'ailleurs ne pas dépendre du directeur de cabinet et sont rattachés directement au président de la Polynésie française. Les membres du cabinet sont politiquement proches du président et sont choisis à titre personnel. Ils sont nommés et remplacés librement par le président. Leur mandat prend fin en même temps que celui du président.

### Services de la présidence
Comme tout membre du gouvernement, le président dispose de services administratifs (non dotés de la personnalité morale, ces services sont « en régie ») œuvrant dans des secteurs qui lui sont rattachés. En principe tous les services sont rattachés au président, mais en réalité la majeure partie de celles-ci sont, par délégation du pouvoir, rattachés aux ministères.
Certains services sont logiquement et parfois obligatoirement, comme le service des relations internationales, placés sous l'autorité du président de la Polynésie, tel est le cas par exemple :
- l'Inspection générale de l'administration du territoire ;
- le secrétariat général du gouvernement ;
- le service de protocole ;
- le service d'accueil.

D'autres services lui sont rattachés comme pourraient l'être à un autre membre du Gouvernement.

## Rémunération
Le président de la Polynésie française perçoit une rémunération de 6 336,96 € (756 200 francs CFP), auxquels s'ajoutent 1 336,87 € de frais de représentation (159 531 francs CFP)[réf. nécessaire].

## Histoire
Le statut de 1977 accorde au territoire l'autonomie de gestion ; à la suite des nouvelles lois Defferre de 1982, il est modifié en 1984 et on peut dès lors parler d'autonomie interne. Il s'agit en particulier du moment où le Conseil de gouvernement, formé de conseillers, devient un gouvernement formé de ministres, dont le principal porte le titre de président du gouvernement de la Polynésie française.
À partir de 2004, l'autonomie de la Polynésie franchit un nouveau palier avec la possibilité qui lui est accordée de négocier des accords directs avec des États étrangers ou des organismes internationaux, pas seulement ceux de la zone Pacifique. À ce titre, le président du gouvernement de la Polynésie française devient « président de la Polynésie française » et il est choisi dans les rangs de l'Assemblée de la Polynésie française, selon l'article 69 du statut.
De 2004 à 2013, 13 gouvernements se succèdent en raison d'une grande instabilité politique qui touche la Polynésie française. Le poste est disputé entre trois hommes dirigeant la scène politique locale : Gaston Flosse du Tahoera'a Huiraatira, Gaston Tong Sang du To tatou Ai'a et Oscar Temaru du Tavini Huiraatira. Aucun d'eux n'arrive à assurer un mandat complet et de nombreuses motions de défiance sont appliquées par l'Assemblée de la Polynésie française en fonction de la majorité des sièges des partis politiques. 
Le 5 septembre 2014, Gaston Flosse perd l'ensemble de ses mandats locaux, le président de la République française ayant refusé de le gracier dans une affaire d'emplois fictifs pour laquelle il a notamment été condamné à une peine de trois ans d'inéligibilité. Il fait donc élire président de la Polynésie française, le 12 septembre 2014, Édouard Fritch, par 46 voix contre 10. Cette décision de justice avait été prévue dès 2013 : Édouard Fritch, son ancien gendre et « dauphin », devait lui succéder en cas d'inéligibilité ultérieure. 
Pourtant, une lutte de pouvoir s'installe rapidement entre Gaston Flosse et son ancien gendre et successeur. Ce dernier quitte le Tahoera'a Huiraatira et fonde son propre parti politique, le Tapura Huiraatira, le 20 février 2016, faisant basculer la majorité à l'Assemblée en sa faveur, sans toutefois parvenir à établir une majorité absolue.

## Système électoral
Le président de la Polynésie française est élu au suffrage indirect et secret par les représentants de l'Assemblée de la Polynésie française, en leur sein. Il est élu au scrutin uninominal majoritaire à trois tours pour un mandat de 5 ans, renouvelable une seule fois si le premier est accompli dans sa totalité. Est élu au premier tour le candidat qui réunit la majorité absolue des voix du total des membres de l'assemblée. À défaut, un second tour ouvert à de nouvelles candidatures est organisé sous les mêmes conditions. Si aucun candidat n’obtient la majorité requise à l'issue du second tour, il est procédé à un troisième tour entre les deux candidats arrivés en tête au second. Est alors élu le candidat qui réunit la majorité absolue des suffrages exprimés.
L'élection intervient dans les 15 jours suivant l'ouverture de la première session de l'Assemblée. Le vote est soumis à une condition de quorum, un minimum de trois cinquièmes du total des représentants devant être présents pour que le scrutin ait lieu. À défaut, l’Assemblée de la Polynésie française se réunit obligatoirement trois jours ouvrés plus tard, quel que soit le nombre des représentants présents. 

### Dépôt des candidatures
Pour le premier tour, les candidatures sont remises au président de l’Assemblée de la Polynésie française au plus tard à la veille du scrutin. En cas de deuxième tour, de nouvelles candidatures peuvent être déposées. Elles sont remises au président de l’Assemblée de la Polynésie française au plus tard trois heures avant l’ouverture du deuxième tour.

### Fin de mandat, vacance et intérim
Il existe différents motifs justifiant l’élection d'un nouveau président de la Polynésie française : adoption d'une motion de défiance ou d'une motion de renvoi, décès, démission volontaire ou d'office, ou empêchement définitif. Le vice-président de la Polynésie française assure alors l'intérim jusqu'à l'élection d'un nouveau président.
Un président de la Polynésie française ne peut effectuer plus de deux mandats consécutifs de cinq ans. Cependant, si au moins un de ces mandats n'a pas été complet, le président peut se représenter pour un troisième mandat.

## Compétences
Le président de la Polynésie française dispose de pouvoirs propres dont il a la compétence exclusive. Il a pour mission de :
- représenter la collectivité ;
- signer les conventions internationales intervenant dans le champ de compétence de la Polynésie française ;
- publier au Journal officiel de la Polynésie française les actes des diverses institutions de la Polynésie française ;
- nommer les ministres, déterminer leurs fonctions et leurs attributions, décider de la modification de la composition du gouvernement ;
- convoquer et présider le conseil des ministres, arrêter son ordre du jour.

Dans ses rapports avec l’Assemblée de la Polynésie française, le président de la Polynésie française doit être informé sur :
- l'ordre du jour des travaux de l'Assemblée de la Polynésie française et de ses commissions législatives ;
- la démission d'un représentant ;

Le président de la Polynésie française est destinataire des actes adoptés par l'assemblée et peut demander la réunion en session extraordinaire de l'Assemblée de la Polynésie française. Il peut, dans le cas où le Conseil d'État a constaté qu'une loi du Pays ne peut être promulguée dans son intégralité, demander une nouvelle lecture de la disposition concernée par l'assemblée. Dans ses rapports avec les autres institutions, il consulte le Conseil économique social et culturel sur les projets de loi du pays à caractère économique ou social. Il est consulté par le haut-commissaire en cas d'élection partielle et en cas de dissolution de l'assemblée. Dans le cadre de ses pouvoirs liés au fonctionnement de l’administration, le président de la Polynésie :
- dirige l’administration ;
- peut prendre des actes à caractère réglementaire ou à caractère non réglementaire ;
- dispose d’un pouvoir de nomination ;
- est ordonnateur du budget du Pays, et ce pouvoir peut faire l’objet de délégation ;
- exerce des attributions consultatives : consultation du collège d’experts en matière foncière, consultation de la juridiction administrative ;
- est consulté par le haut-commissaire sur la situation de certains fonctionnaires ;
- peut conclure des conventions avec les communes et avec l’État ;
- promulgue les lois du pays ;
- est informé par le haut-commissaire de l’intervention de certaines mesures (maintien de l’ordre, proclamation de l'état d’urgence, arrêtés d’expulsion d’étrangers) ;
- est associé à certaines mesures prises par le haut-commissaire en matière de sécurité civile ;
- a l’obligation de transmettre certains actes au haut-commissaire (acte relatif à la mise en œuvre du référendum, actes relevant du contrôle de légalité) ;
- doit aussi transmettre au ministre de l’Outre-mer les actes intervenant dans le champ d’application de l’article 31 de la loi organique statutaire ;
- préside avec le haut-commissaire le comité des finances locales qui gère le fonds intercommunal de péréquation ;
- certifie le caractère exécutoire de ses actes ;
- dispose de divers pouvoirs en matière de relations extérieures (il peut adopter certains actes et exercer des pouvoirs diplomatiques, négocier l’ouverture de représentations du Pays et procéder à la désignation de représentants) ;
- peut exercer des compétences qui ont pu lui être déléguées par le conseil des ministres, en application de l’article 92 de la loi organique statutaire.

## Titulaires de la fonction

### Liste

Portrait des présidents de la Polynésie française
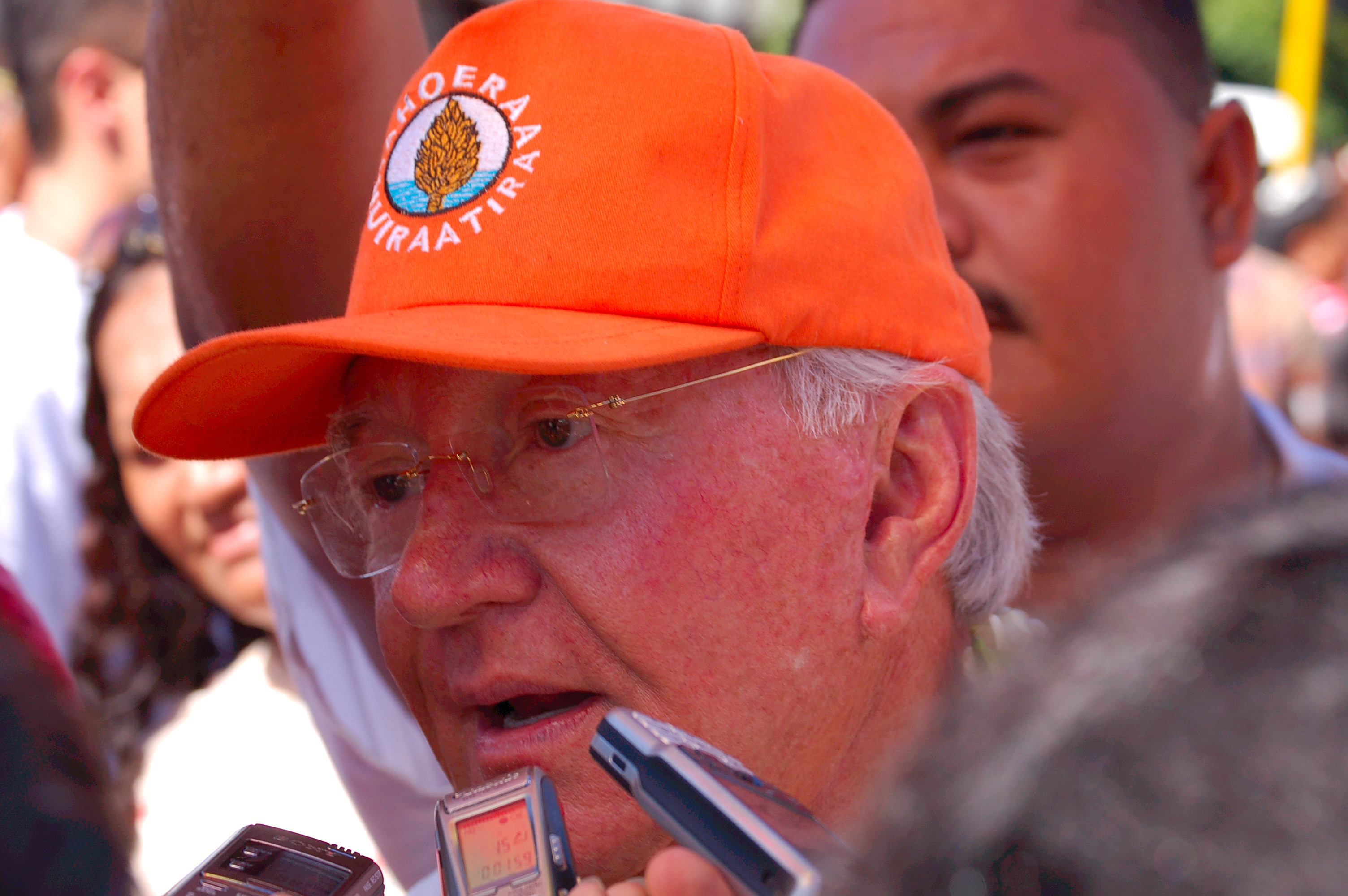
Gaston Flosse
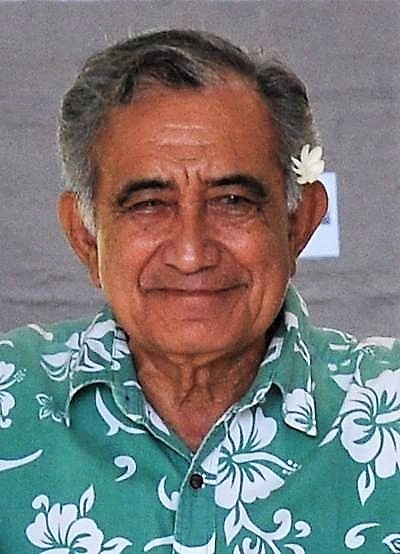
Oscar Temaru
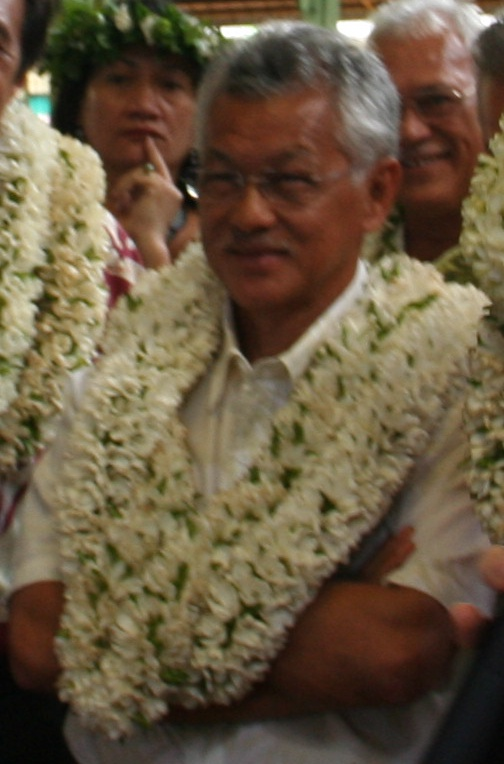
Gaston Tong Sang
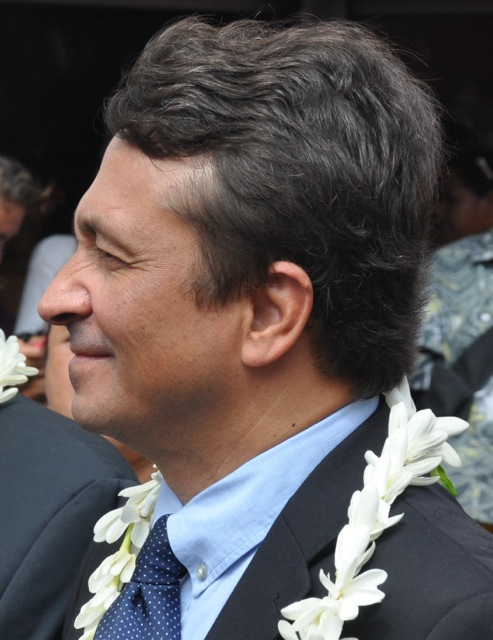
Nuihau Laurey
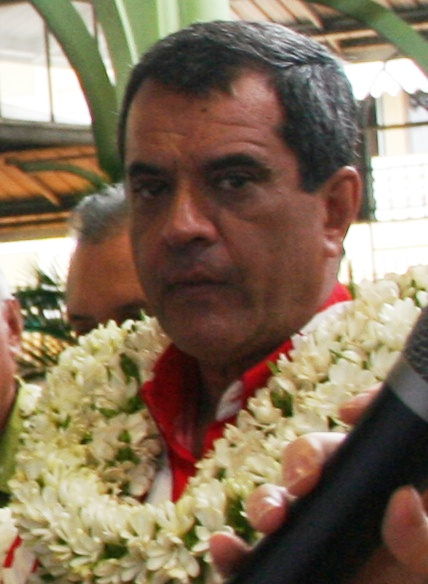
Édouard Fritch
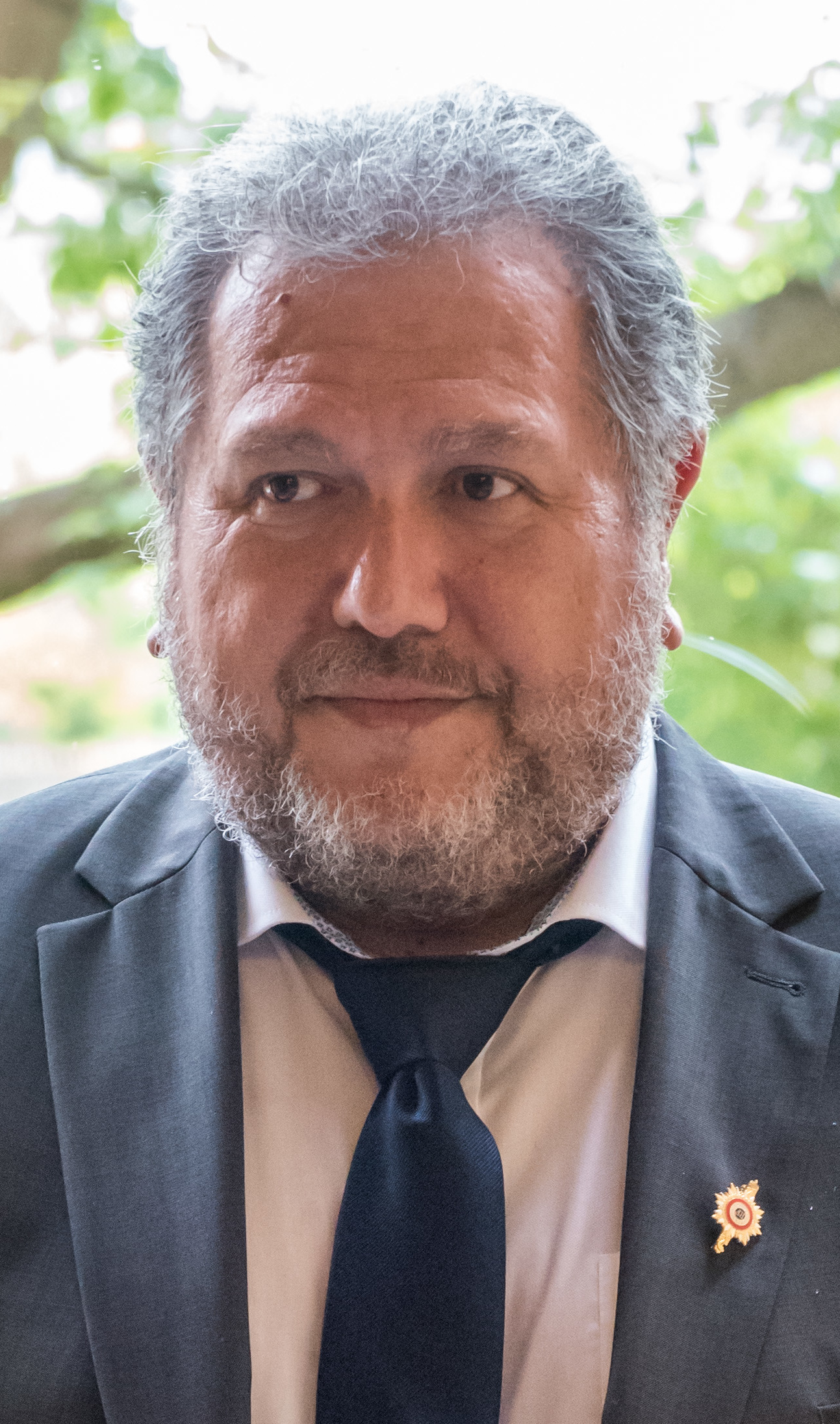
Moetai Brotherson

## Résidence

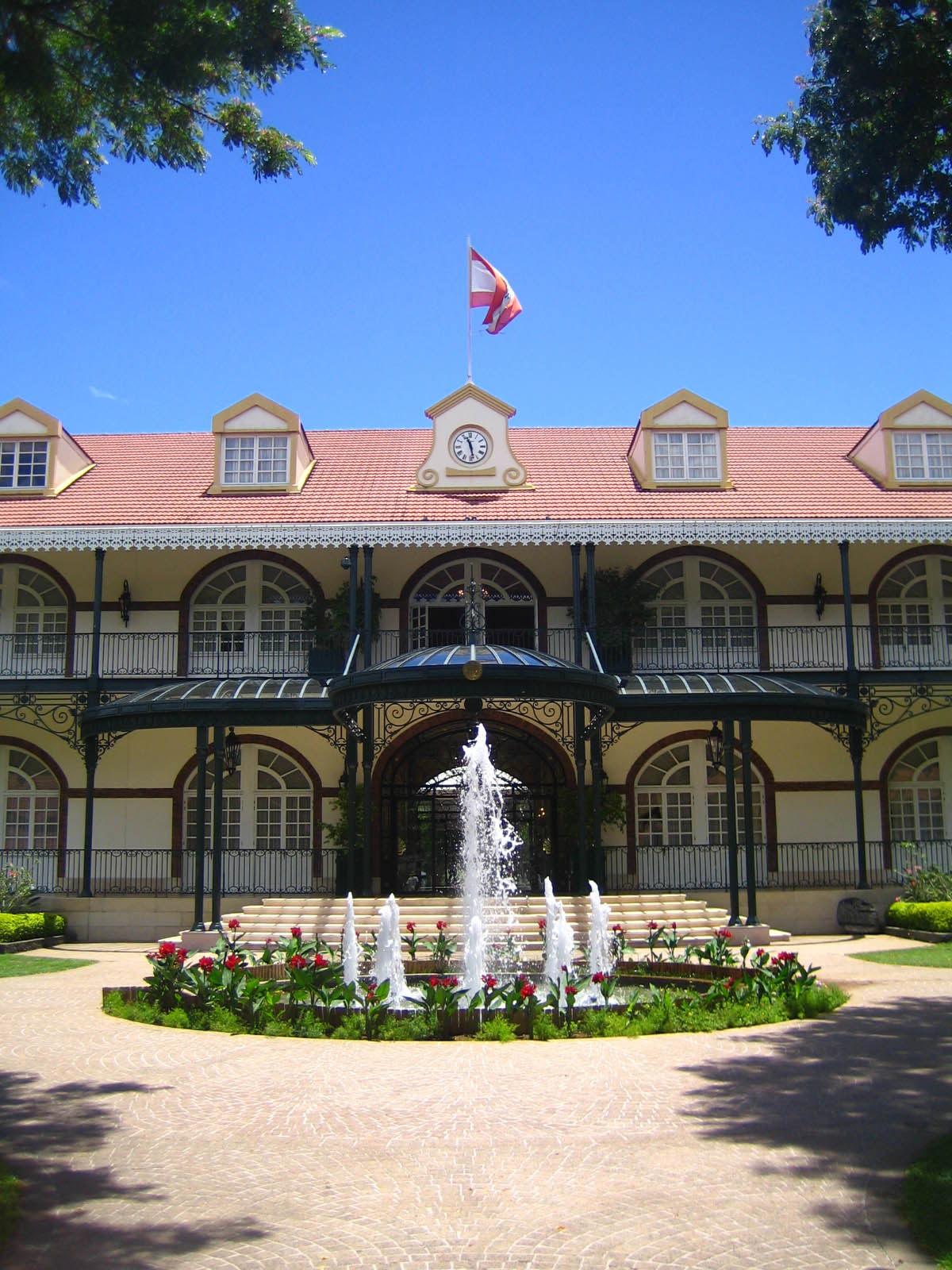
Ancienne caserne Broche.

Le palais de présidence se trouve dans l'ancienne caserne Broche, située avenue Pouvanaa-a-Oopa à Papeete, bâtiment construit par l'administration coloniale entre 1885 et 1890. Il remplit la fonction de caserne militaire jusqu'en 1905 et de 1921 à 1996.
En 1996, Gaston Flosse lance la restauration et le réaménagement de la caserne pour y installer les bureaux et locaux de la présidence de la Polynésie française. Ceux-ci sont inaugurés le 28 juin 2000.